# 阿不都日衣木·艾衣提
阿不都日衣木·艾衣提（維吾爾語：ئابدۇرېھىم ھېيت‎，拉丁维文：Abdurehim Heyt，1964年6月1日－）為維吾爾族詩人和音樂家。2019年2月，土耳其政府消息指阿不都日衣木在被中國拘留期間身亡，並批評為「人道恥辱」，但中國官方其後發布影片反駁有關说法。

## 生平
阿不都日衣木因彈奏二弦樂器「都塔尔」而成名，曾在中國很受歡迎，並在北京學習音樂，後來隨國家藝術團演出，曾是新疆歌舞团演员。
2010年，阿不都日衣木被指因為演唱歌曲《父親》而被捕和被囚，歌曲改編自傳統維吾爾詩詞，歌曲主要講述父輩在過去的犧牲，歌詞呼籲年輕一代尊重和緬懷前輩。但歌詞中「戰爭的烈士」顯然導致中國當局認為阿不都日衣木有「伊斯蘭極端主義」傾向。
鑑於維吾爾族為突厥语民族之一，同樣使用突厥语的土耳其亦作出回應，土耳其外交部發言人形容阿不都日衣木為「傑出詩人」。

## 死亡傳聞
土耳其媒體於2019年2月報道指艾衣提被判囚8年，於拘留營服刑，在刑期第二年，即2019年2月9日於乌鲁木齐被囚期間身受酷刑，傷重身亡，死亡消息並未得到中國或土耳其官方證實。土耳其外交部以艾衣提之死報道為理由，「讓土耳其公眾對新疆嚴重侵犯人權的行為有更強烈的反應」，土方認同西方對中國政府的態度，一同譴責不人道行為。土耳其方面控訴中國政府拘捕逾100萬名維吾爾族人，指控中國政府將維吾爾族人關在「集中營」，並促請盡快關閉拘禁營。土耳其外交部就事件反對中國政府對待新疆維吾爾人的方法，形容有關做法「嚴重侵犯人權」，「對維吾爾人有計劃的種族清洗行為」是「嚴重的人道恥辱」。
然而2月10日晚上，中国国际广播电台土耳其语在网上上传一段视频，一名身穿灰色毛衣的男子自称艾衣提，并表示健康状况良好，從沒受到虐待，又指「因为涉嫌违反国家的法律正在接受调查」。美国之音认为，这段视频的可靠性没有得到独立消息来源的证实。獲美国国家民主基金会資助的维吾尔人权项目則是質疑片段的真實性。康奈尔大学的馬格努斯·弗斯高（Magnus Fiskesjo）亦指出影片看似是艾衣提「照稿讀」，有跡象顯示艾衣提可能受到折磨和威脅。
針對一連串維吾爾族事件，中國駐土耳其大使館已經提出交涉，要求土方撤回指控。
中國外交部之後在例行記者會提問上答覆此案，再次強調新疆反恐與治理作法歷來均獲得認可，然而近年來對這類個案的提問明顯日益增多，且經查均屬惡性謠言，並批評土耳其方面正常來說應該對他健康地活著感到高興才是，希望提問媒體能夠反思，不要依舊繼續對此「無端指責」來影響公信力，更反問土耳其至今仍尚未說明來源，這些新聞均是無中生有、顛倒黑白，是「將活人說成死人的荒謬謊言」。

## 释放
2019年2月之后的死亡传闻后，网上流传艾衣提先生的一段视频，视频中他声称自己正被有关部门依法调查中。2019年7月25日土耳其Aydinlik新闻记者在他家中采访其本人。

## 備註
1. ↑  舊譯阿不都熱衣木·黑伊特[1]
2. ↑  就出生日期而言，有多種說法：
  - 自由亞洲電台的報道指阿不都日衣木的出生日期為1964年6月1日[2]，歲數為54
  - 部分資料指出阿不都日衣木的出生年份是1963年或1964年[1]，歲數為54至56
  - 2019年时中国驻土耳其大使馆及土耳其政府的聲明均指出阿不都日衣木当时为57歲[3][4]，代表阿不都日衣木的出生年份是1961年或1962年

## 外部連結
- 土耳其外交事務部官方聲明（2019年2月10日）